# Émile Ernault
Pour les articles homonymes, voir Ernault.
Émile Jean Marie Ernault, né à Saint-Brieuc le 24 juillet 1852 et mort à Saint-Brieuc le 6 janvier 1938, est un linguiste et écrivain français qui s'est beaucoup intéressé au breton, notamment au gaulois, au vieux-breton et au moyen-breton. Il était barde « Barz ar Gouet » au Gorsedd de Bretagne et chevalier de la Légion d'honneur. Il signait parfois Emil Ernod.

## Biographie
Il fait ses études primaires et secondaires au Collège Saint-Charles de Saint-Brieuc, puis supérieures (Lettres) à l'Université de Rennes.

Après avoir enseigné l'anglais et l'allemand, il obtient, en 1882, une bourse pour étudier les langues celtiques à Paris. À l'École des hautes études en sciences sociales il est l'élève de Henri Gaidoz et de Henri d'Arbois de Jubainville, pour lequel il exerce comme secrétaire. En 1886, il soutient une thèse sur Le Parfait en grec et en latin, puis est nommé professeur de langue et littérature classique (latin et grec ancien) à l'Université de Poitiers, dont il obtient l'autorisation de donner un cours libre de langues celtiques.

En 1910, malgré le soutien de d'Arbois de Jubainville, il n'obtient pas la succession de celui-ci à la chaire de celtique de Paris qui est confiée à Joseph Loth.

Chevalier de la Légion d'honneur, Emile Ernault prend sa retraite, en 1918, dans sa ville natale et y devient un membre très actif de la Société d'émulation des Côtes-du-Nord.

## Le spécialiste du breton
Non bretonnant de naissance, il étudie d'abord le dialecte du Trégor, puis le vannetais.
En 1908, avec le grammairien François Vallée, il fonde l'Entente des écrivains bretons, qui préconise une orthographe unique du breton, à partir de l'écriture du Léon telle qu'améliorée par Le Gonidec. Ernault est investi comme barde au Gorsedd de Bretagne sous le nom bardique Barz ar Gouet (« Le Barde du Gouët »)  et il devient président de l'Académie bretonne.
Il fait, avant tout, une œuvre de linguiste qui dote le breton des premiers instruments modernes d'enseignement (méthode, dictionnaire et grammaire). Il fait des recherches de dialectologie (breton de Sarzeau et de la presqu'île de Batz) et d'étymologie.
Il étend sa curiosité aux chansons populaires, aux fables, aux proverbes et à l'argot des tailleurs vannetais. Il y ajoute la première collecte des expressions concernant la sexualité et la scatologie.
Il a fait des éditions et études magistrales de plusieurs écrits en vieux-breton (cartulaires et gloses) et en moyen-breton (mystères bretons).
Il a donné plusieurs études de philologie celtique (gaulois, irlandais) et collaboré avec des celtisants allemands, traduisant de l'allemand un manuel de géographie ancienne.
Avec François Vallée et Meven Mordiern, il a souhaité doter le breton d'un vocabulaire adapté à la science, en particulier par la rédaction d'une fiction scientifique sur les Celtes préhistoriques (Sketla Segobrani).
Ses recherches de chants populaires sont surtout centrées sur le Trégor et le Goëlo bretonnant et sont parues dans de nombreuses revues (Mélusine, Revue Morbihannaise, Annales de Bretagne...). Il a envoyé des articles et comptes rendus à la Revue celtique de Gaidoz et aux Annales de Bretagne (où sa nécrologie paraît sous la plume de Pierre Le Roux, réunis en 2001 par le lexicographe et linguiste briochin Gwennole Le Menn.
Émile Ernault a aussi écrit de poèmes et des fables en breton.

## Publications
- Le dialecte vannetais de Sarzeau, dans la Revue celtique, tome III, 1876-78.
- De l'urgence d'une exploration philologique en Bretagne, Saint-Brieuc, 1877.
- Étude sur le dialecte breton de la presqu'île de Batz, dans Bulletin archéologique de l'Association bretonne, 1882. Voir à Breton de Batz-sur-Mer
- Mots et expressions celtiques dans le gallot des Hauts-Bretons, dans Revue celtique, tome V, 1883.
- Le Parfait en grec et en latin (thèse), 1886.
- Dictionnaire étymologique du breton moyen, Nantes, Société des bibliophiles bretons, 1887, en complément à l'édition du Mystère de sainte Barbe (idem, 1885).
- Glossaire moyen-breton, Paris, Bouillon, 1895-1896.
- Petite grammaire bretonne, avec des notions sur l'histoire de la langue et la versification, Saint-Brieuc, Prud'homme, 1897. Consultable sur Wikisource et la bibliothèque numérique de l'Université Rennes 2.
- Étude sur la langue bretonne. Notes d'étymologie, Saint-Brieuc, 1901.
- Gwerziou Barz ar Gouet - Poésies bretonnes et françaises (bilingue breton/français), Saint-Brieuc, R. Prud'homme, 1903, illustrations de Zoé Ernault.
- Dictionnaire breton-français du dialecte de Vannes, 1904, nouvelle éd. augmentée en 1919 (réédité par Brud Nevez en 1998)
- Le Mot "Dieu" en breton, Mâcon, 1906
- L'ancien vers breton, Paris, 1912 (réédité par Brud Nevez en 1991)
- Le Mirouer de la mort. Poème breton du XVIe siècle publié d'après l'exemplaire unique, traduit et annoté par E.E. ; P., Champion, 1914.
- Sketla Segobrani. 3 levr moulet e ti ; Saint-Brieuc, Prud'homme, 1923, 3 volumes (avec François Vallée et Meven Mordiern, illustrations de James Bouillé).
- Geriadurik brezonek-gallek, Saint-Brieuc, 1927
- Causeries linguistiques d'un Haut Breton, Saint-Brieuc, Presses Bretonnes, 1929
- Collaboration au Grand Dictionnaire français-breton de François Vallée, 1931.
- Mojennou brezonek koz ha neve ha troïdigez c'hallek - Fables bretonnes anciennes et nouvelles avec traduction française, Saint-Brieuc, 1937.
- Glossaire cryptologique breton (réédité et annoté par Gwennole Le Menn, Saint-Brieuc, Skol, 1999)
- Dictionnaire des dictons et proverbes bretons (édité et annoté par Gwennole Le Menn, préface de Lukian Kergoat, Saint-Brieuc, Skol, 2000)
- Articles de linguistique bretonne, édités par Gwennole Le Menn, Saint-Brieuc, Skol, 2001
- Articles dans l'Alt Keltischer Sprachschatz.
- Traduction de l'allemand en collaboration avec Auguste Longnon de Kiepert, Manuel de géographie ancienne, Paris, 1887.